# Albrecht Glaser
Pour les articles homonymes, voir Glaser.
Albrecht Glaser, né le 8 janvier 1942 à Worms en Rhénanie-Palatinat, est un juriste et homme politique allemand, ancien membre de l'Union chrétienne-démocrate d'Allemagne (CDU) et actuel vice-président du parti Alternative pour l'Allemagne (AfD).

## Biographie
Albrecht Glaser est diplômé de l'université de Heidelberg, de l'université de Tübingen et de l'École des sciences administratives de Spire.
Le 30 avril 2016, il est désigné candidat de l'AfD à l'élection présidentielle du 12 février 2017 à l'issue de laquelle il recueille 42 voix sur 1 136 suffrages exprimés (3,65 %) lors de l'unique tour de scrutin, se classant troisième sur cinq de cette élection derrière le social-démocrate Frank-Walter Steinmeier et le candidat de Die Linke, Christoph Butterwegge.